# Live in London (album Black Uhuru)
Live in London – szósty album koncertowy Black Uhuru, jamajskiej grupy muzycznej wykonującej roots reggae. 
Album w postaci płyty DVD został wydany w roku 2006 przez brytyjską wytwórnię Straight Up Records. Znalazło się na nim cyfrowo zremasterowane nagranie z koncertu zespołu w londyńskim Rainbow Theatre w roku 1983. Z okazji 25. rocznicy koncertu w sierpniu 2008 roku nakładem kalifornijskiego labelu Nacional Records ukazała się specjalna reedycja krążka pt. Live In London: 25th Anniversary.

## Lista utworów
1. "Shine Eye Girl"
2. "Plastic Smile"
3. "Puff She Puff"
4. "I Love King Selassie"
5. "Youth Of Englington"
6. "Push Push"
7. "General Penitentiary"
8. "Happiness"
9. "Whole World Is Africa"
10. "Sponji Reggae"
11. "Sinsemilla"

## Muzycy

### Black Uhuru
- Michael Rose - wokal
- Duckie Simpson - chórki
- Puma Jones - chórki

### Instrumentaliści
- Darryl Thompson - gitara
- Mikey "Mao" Chung - gitara rytmiczna
- Robbie Shakespeare - gitara basowa
- Sly Dunbar - perkusja
- Christopher "Sky Juice" Blake - perkusja
- Keith Sterling - instrumenty klawiszowe